# Saint-Bonnet-près-Orcival
Saint-Bonnet-près-Orcival ist eine französische Gemeinde mit 566 Einwohnern (Stand 1. Januar 2022) im Département Puy-de-Dôme in der Region Auvergne-Rhône-Alpes (vor 2016 Auvergne). Saint-Bonnet-près-Orcival gehört zum Arrondissement Issoire (bis 2017 Clermont-Ferrand) und zum Kanton Orcines (bis 2015 Rochefort-Montagne).

## Geographie
Saint-Bonnet-près-Orcival liegt etwa 23 Kilometer westsüdwestlich von Clermont-Ferrand am Fluss Sioule. Sein Zufluss Gorce tangiert die Gemeinde im Osten. Umgeben wird Saint-Bonnet-près-Orcival von den Nachbargemeinden Olby im Norden, Nébouzat im Osten, Aurières im Südosten, Vernines im Süden, Orcival im Südwesten, Rochefort-Montagne im Westen und Südwesten sowie Saint-Pierre-Roche im Nordwesten.

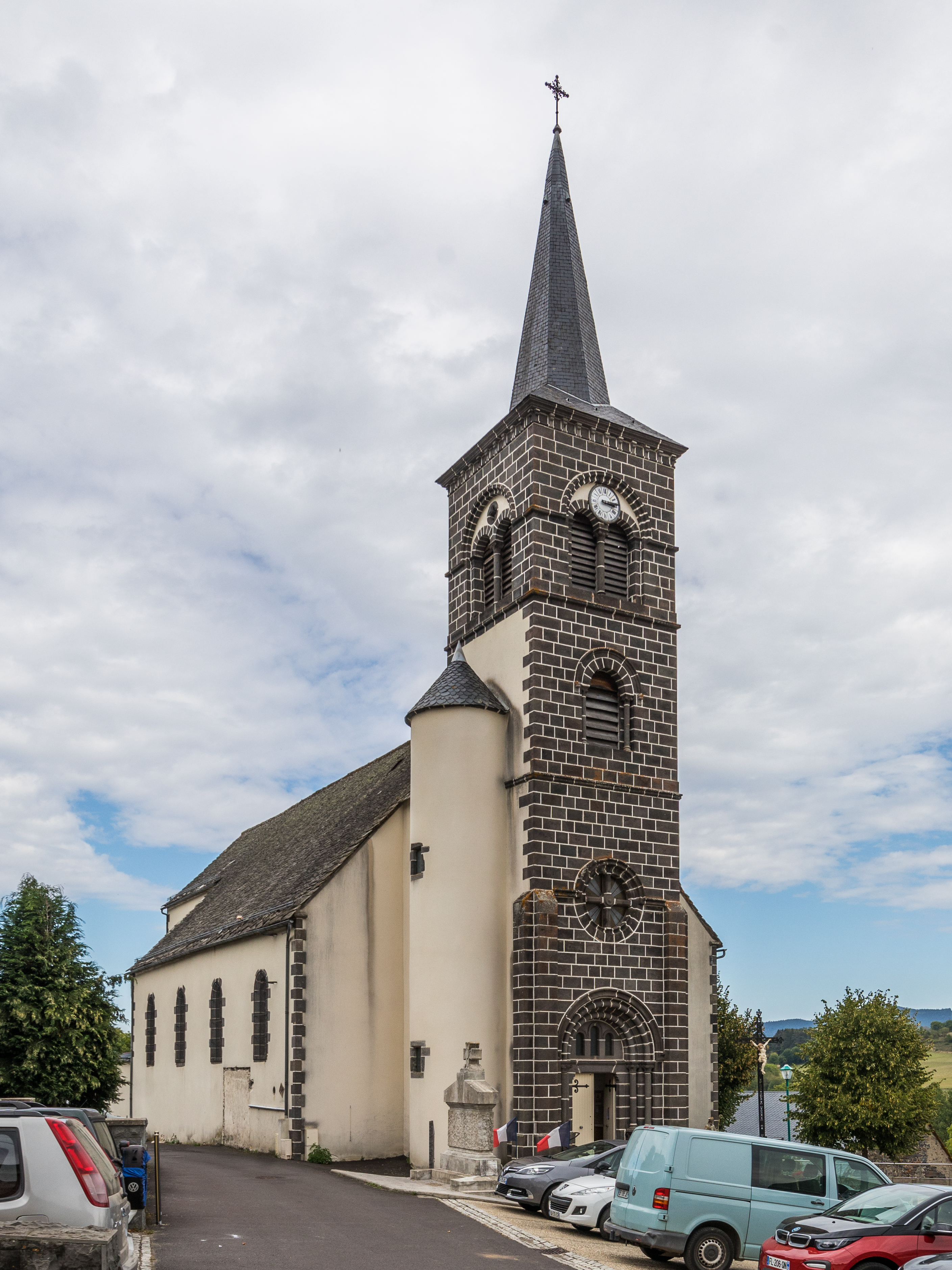
Kirche Saint-Bonnet

## Bevölkerung
| Jahr                       | 1962 | 1968 | 1975 | 1982 | 1990 | 1999 | 2006 | 2013 |
| Einwohner                  | 485  | 474  | 398  | 369  | 414  | 382  | 432  | 463  |
| Quellen: Cassini und INSEE |      |      |      |      |      |      |      |      |

## Sehenswürdigkeiten
- Kirche Saint-Bonnet, 1867 wieder errichtet
- Burg von Voissieux aus dem 12./13. Jahrhundert